# Nat Fleischer
Nathaniel Stanley Fleischer, född 3 november 1887 i New York, död 25 juni 1972 i Atlantic Beach, New York, var en amerikansk boxningsjournalist och författare. 1922 grundade han den legendariska boxningstidskriften The Ring Magazine vars chefredaktör han var ända fram till sin död. Fleischer som under sin levnad sades ha sett fler boxningsmatcher än någon annan människa införde år 1928 utmärkelsen årets boxare som The Ring fortfarande delar ut varje år. 
Nat Fleischer skrev även många böcker som handlade om stora personligheter i boxningshistorien. Fleischer som sett alla "klassiska" tungviktsmästare som Muhammad Ali, Joe Louis, Rocky Marciano m.fl. hävdade fram till sin död att Jack Johnson (mästare 1908-15) var alla tiders främste tungviktsboxare.